# Rapis niski
Rapis niski (Rhapis humilis) – gatunek rośliny z rodziny arekowatych, pochodzący z Azji Wschodniej (Chiny). Jest uprawiany w wielu krajach świata jako roślina ozdobna.

## Morfologia
Jest to wiecznie zielona roślina o krzaczastym pokroju, wypuszczająca rozłogi. Ma liczne rurkowate małe pnie, pokryte czerwonobrązowymi włóknami, wyrastającymi gęsto obok siebie z podziemnego kłącza. Gatunek ten w uprawie pokojowej osiąga wysokość około 1 metra. Liście rapisu niskiego są palczaste, głęboko wcięte.

## Uprawa
Wymaga nieco zacienionego stanowiska, w lecie może przebywać na wolnym powietrzu. Latem wystarczy mu temperatura pokojowa, zimą zaś 5-10 stopni. Zapotrzebowanie na wodę latem jest bardzo wysokie, wymaga zraszania, zimą natomiast niewielkie (okres spoczynku). Od maja do września wymaga nawożenia raz w tygodniu. Rozmnaża się z nasion (okres kiełkowania trwa 2-3 miesiące) lub przez podział.